# Alvin Muoth
Alvin Muoth (* 25. Dezember 1965 in Chur) ist ein Schweizer Musiker, Komponist, Dirigent und Sänger.

## Leben
Alvin Muoth stammt aus einer musikalischen Familie aus Rhäzüns.
Nach dem Gymnasium und Lehrerseminar in Chur studierte er am Mozarteum in Salzburg Sologesang, Chorleitung, Orchesterdirektion und Komposition unter bekannten Namen wie Rudolf Knoll, Nikolaus Harnoncourt und auch als Privatschüler bei Herbert von Karajan.
Als Gründer des Konzertchores Graubünden war er während 15 Jahren dessen Dirigent. Nebst diversen Dirigaten bei Sinfonie- und Blasorchestern wirkte er auch als Spielführer und Musikinstruktor in der Militärmusik der Schweizer Armee.

## Werke

### Märsche
- 1985: Instruktor Strassmann-Marsch
- 1986: Geb Inf Rgt 36
- 1987: Geb Füs Bat 114
- 1990: Centurion
- 1991: Ein Bündner in Bern
- 1992: Divisionsgruss
- 1993: WyMu-Marsch
- 1993: Andiast
- 1994: Capricorn
- 1994: Dream Team
- 1995: Theo Maissen-Marsch
- 1996: Romania
- 1999: Stadtzunft-Marsch
- 2007: Uranus
- 2011: Spiel-Vorwärts-Marsch!
- 2019: Il schandarm grischun

| Personendaten    | Personendaten                                     |
| ---------------- | ------------------------------------------------- |
| NAME             | Muoth, Alvin                                      |
| KURZBESCHREIBUNG | Schweizer Musiker, Komponist, Dirigent und Sänger |
| GEBURTSDATUM     | 25. Dezember 1965                                 |
| GEBURTSORT       | Chur                                              |